# Diebold Nixdorf Holding Germany
Die Diebold Nixdorf Holding Germany Inc. & Co. KGaA (vormals Wincor Nixdorf) mit Hauptsitz in Paderborn ist ein Anbieter von IT-Lösungen und Dienstleistungen für Retailbanken. Das Unternehmen ist seit 2016 Teil des US-amerikanischen Diebold Nixdorf-Konzerns.

## Geschichte

### Wincor Nixdorf
Wincor Nixdorf wurde am 1. Oktober 1999 als eigenständige Gesellschaft gegründet. Vorläuferunternehmen waren die Siemens Nixdorf Retail & Banking Systems GmbH (1998–1999), die Siemens Nixdorf Informationssysteme AG (1990–1998), die Nixdorf Computer AG (1968–1990) und das Labor für Impulstechnik (1952–1968) des deutschen Computerpioniers Heinz Nixdorf.
Die Umbenennung von Siemens Nixdorf in Wincor Nixdorf wurde nach dem Kauf 1999 durch Kohlberg Kravis Roberts & Co. (KKR) und Goldman Sachs getätigt. Die Investoren kauften 90 % der Anteile und das damalige Management die restlichen 10 %. Der Kaufpreis betrug 1,44 Mrd. D-Mark. Der Namensteil Wincor stand für „win“ und „core“ – für Gewinnen und für Kernkompetenz in den Branchen Handel und Banken.
KKR und Goldman Sachs verkauften nach dem Börsengang von Wincor Nixdorf im Mai 2004 ihre Anteile vollständig. Insgesamt erhielt KKR über 685 Millionen Euro, diese verteilten sich auf 160 Millionen Euro Dividende im Jahr 2004, 225 Millionen Euro (zwei Drittel des Börsenerlöses) im Jahr 2005 und 300 Millionen Euro Verkaufserlös, ebenfalls 2005.
Während der fünf Jahre, in denen KKR und Goldman Sachs beteiligt waren, stieg die Zahl der Mitarbeiter von Wincor Nixdorf von 3400 auf 6300.
Im April 2015 gab das Unternehmen ein Restrukturierungsprogramm bekannt. Da die Erlöse im Hardwaregeschäft wegen des anhaltenden Preisverfalls zurückgegangen waren, wurde der beschleunigte Umbau in Richtung eines Software- und IT-Services-Unternehmens geplant. In diesem Zusammenhang sollte die Belegschaft in den folgenden drei Jahren um rund 1100 Mitarbeiter reduziert werden.

### Diebold Nixdorf
Im August 2016 wurde Wincor Nixdorf von der durch die amerikanische Diebold (North Canton/Ohio) geleiteten Diebold Holding Germany Inc. & Co. KGaA, Eschborn übernommen. Die Aktionäre stimmten dazu einem Beherrschungs- und Gewinnabführungsvertrag sowie der Namensänderung in Diebold Nixdorf AG zu.
Im Mai 2019 wurde ein Squeeze-out erfolgreich beendet. Die vormalige Diebold Nixdorf AG ist seitdem nicht mehr existent, da sie vollständig mit der deutschen Holding des Konzerns, Diebold Nixdorf Holding Germany Inc. & Co. KGaA, verschmolzen wurde.

## Geschäftsfelder
Zum Produktportfolio gehören Geldautomaten, Kiosksysteme und Computerkassen, die so genannten POS-Terminals. Zum Leistungsspektrum gehören außerdem Anwendungsprogramme, Dienstleistung und IT-Consulting für Handelsunternehmen, Banken, Lotteriegesellschaften und Unternehmen aus verwandten Bereichen. Ebenso wurde die Serviceerbringung im Bereich EVC (Electric Vehicle Charging) 2022 neu übernommen.
In den Branchen Banken und Handel geht es für Diebold Nixdorf darum, Prozesse insbesondere an der Schnittstelle zum Verbraucher durch Informationstechnologie neu zu gestalten und die Geschäftsprozesse in den Filialen von Banken und Handelsunternehmen zu optimieren.
Das von Siemens Nixdorf Anfang der 90er Jahre entwickelte und eingeführte Kassensystem Beetle war von Beginn an sehr erfolgreich und wurde auch unter dem derzeitigen Firmennamen Diebold Nixdorf weitervertrieben und weiterentwickelt. Die Kassensysteme befinden sich heute bei vielen größeren Handelsketten im Einsatz, so z. B. bei Edeka, Metro, Shell, Poco und IKEA.

## Unternehmensstruktur
In Deutschland besteht das Unternehmen aus einer hierarchischen Struktur von GmbHs, in die einzelne Abteilungen oder Geschäftsfelder, teilweise zusammen mit Unternehmenszukäufen, eingebracht wurden:
- Diebold Nixdorf International GmbH, Paderborn
- Diebold Nixdorf Deutschland GmbH, Paderborn
- Diebold Nixdorf Technology GmbH, Ilmenau (2021 von Remondis Recycling übernommen[10])
- Diebold Nixdorf Fuel and Convenience Solutions GmbH, Köln
- Diebold Nixdorf Business Administration Center GmbH, Paderborn
- Diebold Nixdorf Global Logistics GmbH, Paderborn
- Diebold Nixdorf Systems GmbH, Paderborn
- Diebold Nixdorf Operations GmbH
- Diebold Nixdorf Security GmbH, Paderborn
- Prosystems IT GmbH, Bonn